# NGC 3136

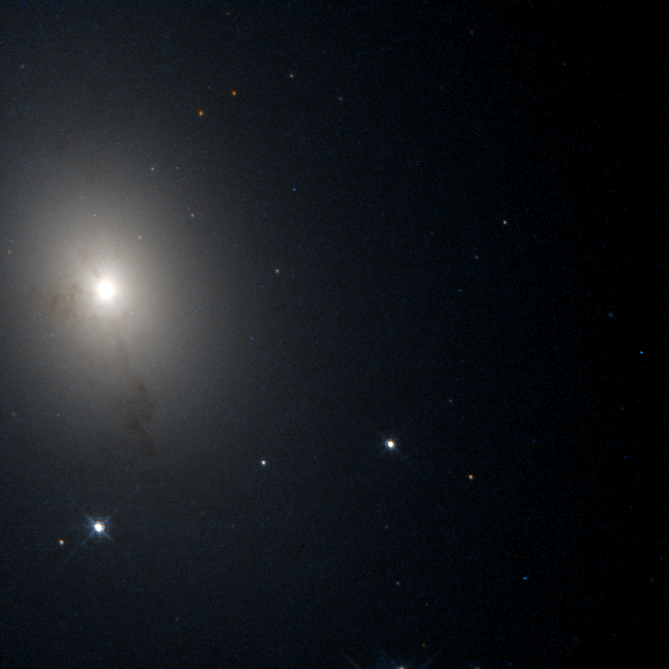
NGC 3136 par le télescope spatial Hubble.

NGC 3136 est une galaxie elliptique située dans la constellation de la Carène. NGC 3136 a été découverte par l'astronome britannique John Herschel en 1835.

## Caractéristiques
Sa vitesse par rapport au fond diffus cosmologique est de 1 890 ± 32 km/s, ce qui correspond à une distance de Hubble de 27,9 ± 2,0 Mpc (∼91 millions d'al).
NGC 3136 une galaxie LINER, c'est-à-dire une galaxie dont le noyau présente un spectre d'émission caractérisé par de larges raies d'atomes faiblement ionisés. C'est aussi une galaxie active de type Seyfert (Sy).
À ce jour, 13 mesures non basées sur le décalage vers le rouge (redshift) donnent une distance de 25,508 ± 6,774 Mpc (∼83,2 millions d'al), ce qui est à l'intérieur des valeurs de la distance de Hubble.